# نيل نورث
نيل نورث (بالإنجليزية: Neil North)‏ هو ممثل بريطاني، ولد في 18 أكتوبر 1932 في باكستان، وتوفي في 7 مارس 2007 بلندن في المملكة المتحدة.

## وصلات خارجية
- نيل نورث على موقع IMDb (الإنجليزية)
- نيل نورث على موقع قاعدة بيانات الفيلم (الإنجليزية)